# Josef Král (filolog)

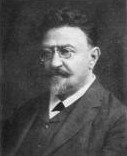
Josef Král

Josef Král (ur. 1853, zm. 1917) – czeski filolog klasyczny, twórca nowoczeskiej wersologii, tłumacz. Był profesorem i rektorem Uniwersytetu Karola w Pradze. Zajmował się metryką antyczną i czeską. Usankcjonował sylabotonizm jako podstawowy system wersyfikacyjny poezji czeskiej. Poglądy Krála na teorię i praktykę czeskiego wierszowania szły w parze ze stanowiskiem lumirowców, czyli poetów i tłumaczy skupionych wokół czasopisma Lumír, w tym Jaroslava Vrchlickiego. Král tłumaczył z greckiego i łaciny. Przyswoił między innymi dzieła Sofoklesa, Eurypidesa i Plauta.